# Letnia Uniwersjada 1965

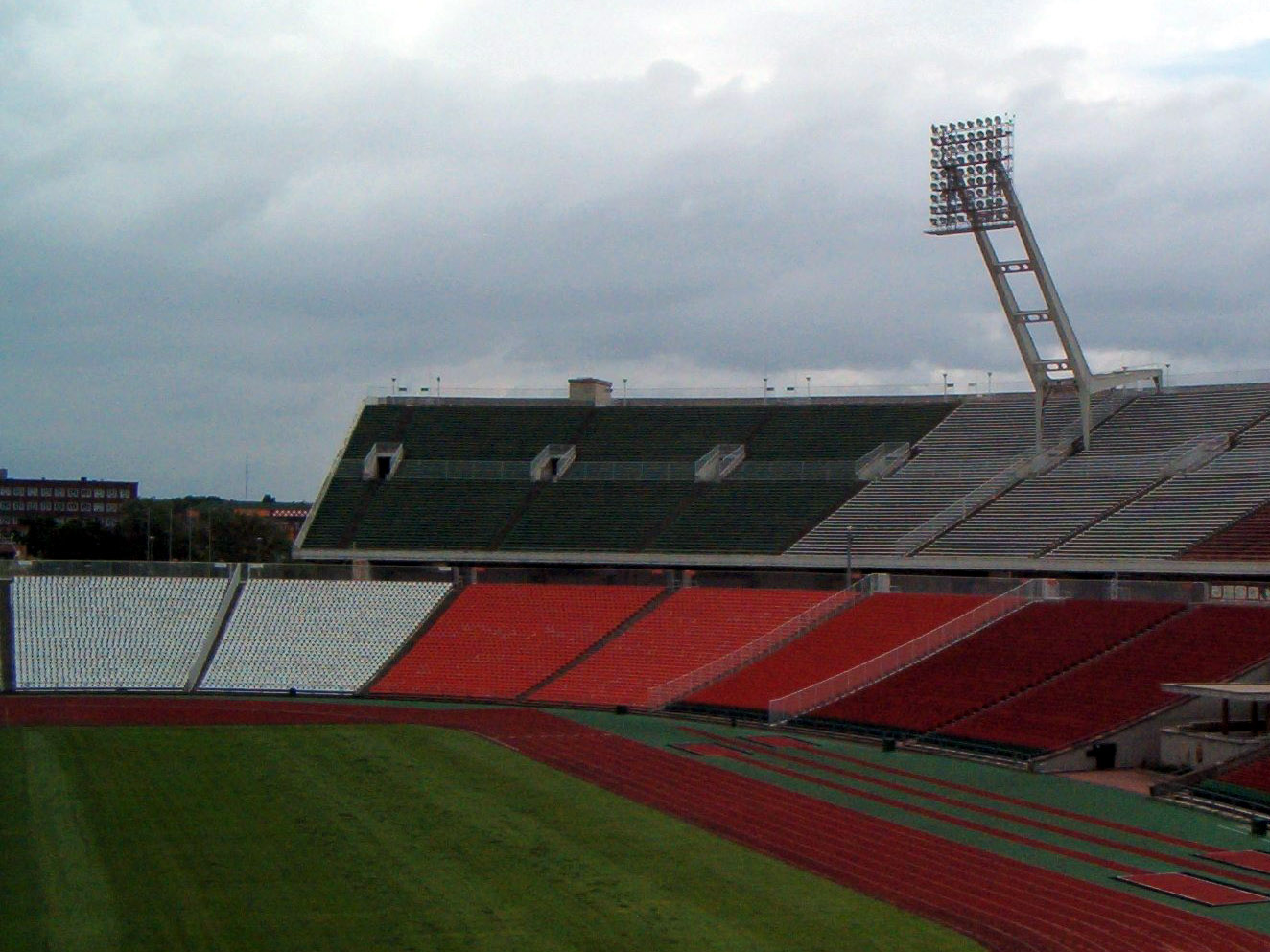
Stadion w Budapeszcie

4. Letnia Uniwersjada – międzynarodowe zawody sportowców - studentów, które odbyły się w Budapeszcie na Węgrzech między 20 a 30 sierpnia 1965 roku. W imprezie wzięło udział 1729 uczestników z 32 krajów, którzy rywalizowali w 9 dyscyplinach. Głównym obiektem zawodów był Népstadion.

## Dyscypliny

### Sporty obowiązkowe
| - Gimnastyka sportowa - Koszykówka - Lekkoatletyka | - Piłka wodna - Pływanie - Piłka siatkowa | - Szermierka - Tenis - Skoki do wody |
|                                                    |                                           |                                      |

## Polskie medale
Reprezentanci Polski zdobyli w sumie 11 medali.

### Złoto
- Irena Kirszenstein – lekkoatletyka, bieg na 100 metrów – 11,3
- Irena Kirszenstein – lekkoatletyka, bieg na 200 metrów – 23,5
- Danuta Straszyńska – lekkoatletyka, bieg na 80 metrów przez płotki – 10,6
- Bogusława Marcinkowska – skoki do wody, trampolina

### Srebro
- Edward Czernik – lekkoatletyka, skok wzwyż – 2,07
- Irena Kirszenstein, Mirosława Sałacińska, Danuta Straszyńska, Irena Woldańska – lekkoatletyka, sztafeta 4 × 100 metrów kobiet – 46,1
- Bogusława Marcinkowska – skoki do wody, wieża
- Elżbieta Cymermann – szermierka, floret

### Brąz
- Zbigniew Wójcik – lekkoatletyka, bieg na 1500 metrów – 3:47,3
- Jerzy Kowalewski – skoki do wody, wieża
- szermierka, drużyna szablistów (Zygmunt Kawecki, Tomasz Kopczyński, Jerzy Pręgowski, Marian Witczak, Marian Zakrzewski)
- szermierka, drużyna szpadzistów (Bohdan Gonsior, Adam Lisewski, Adam Medyński, Jacek Żemantowski)